# Euglossa chalybeata
Euglossa chalybeata är en biart som beskrevs av Heinrich Friese 1925. Euglossa chalybeata ingår i släktet Euglossa, tribus orkidébin, och familjen långtungebin. Inga underarter finns listade.

## Beskrivning
Ett stort bi, där endast hanen är ordentligt beskriven. Han kan bli upp till 17 mm lång, med övervägande mörkblå till mörkviolett kropp. Ansiktet har tydliga elfenbensvita markeringar, medan munskölden är färgad i mörkblått och blågrönt. Bakkroppens översida är mycket mörkt violett, medan undersidan är gråblå. Tungan är mycket lång, en till två mm längre än kroppen.

## Ekologi
Som alla orkidébin attraheras hanarna av luktande ämnen, främst hos orkidéer, och är därför lätta att fånga med syntetiska dofter. Euglossa annectens lockas främst till cineol, eugenol och metylsalicylat.

## Utbredning
Arten förekommer i större delen av norra Sydamerika, söderut till Bolivia och södra Brasilien (delstaten São Paulo).